# 氷室

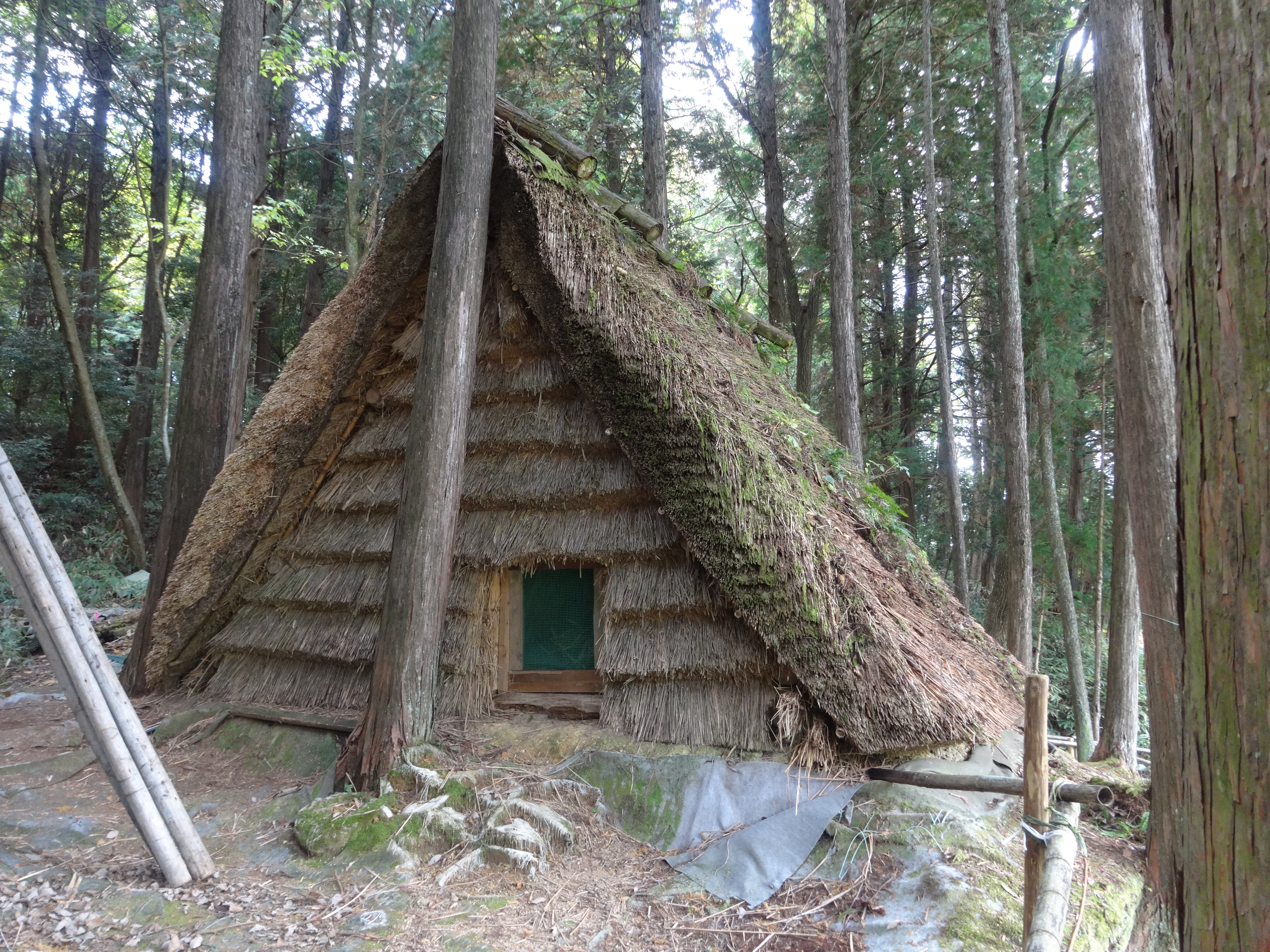
都祁󠄀氷室（復元、天理市福住町）

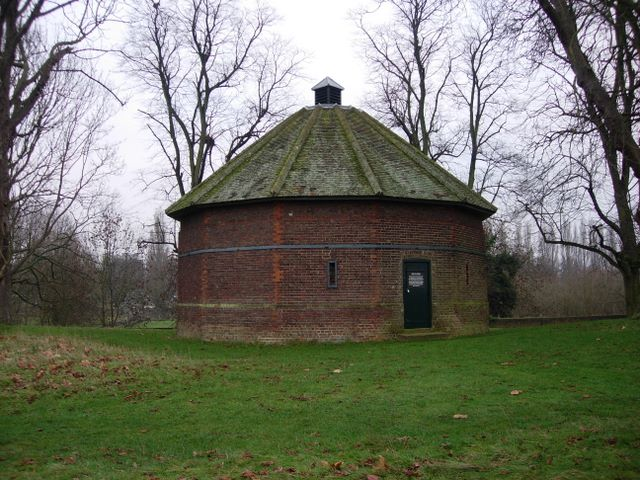
スコットランドの氷室の一例
17世紀後半に建造され、夏のデザートやワイン、肉・魚などを冷蔵するために氷が蓄えられていた。

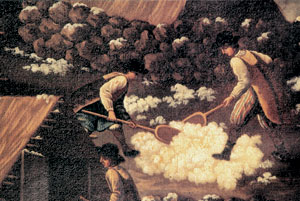
スペインはマヨルカ島のトラムンタナ山脈山中で雪をかき集めて氷室小屋に運び込む人夫を描いた、1750年の絵画（一部）。

氷室（ひむろ、ひょうしつ、英語：ice house）とは、氷や雪を貯蔵することで冷温貯蔵庫として機能する専用施設のこと。古代より世界各地で利用されてきた蓄熱施設である。電気機器による冷蔵や冷房が普及した現代では激減したものの、節電や酒・食品の熟成、文化的な行事などを目的に、気候により氷雪が溶けて無くなってしまう高温の時季がある地域や一年を通して氷雪が存在しない地域で利用され続けている。

## 構造
掘った穴と敷き詰め包み込むための藁だけでできたものや、氷雪の上に断熱材（藁、断熱シートなど）をかぶせるだけのものもある。このようなタイプは日本では雪蔵（ゆきくら、ゆきぐら）あるいは雪中貯蔵庫（せっちゅうちょぞうこ）などと呼ばれる。この他に、春の到来による気温上昇や雨水の影響をより受けにくい洞窟や横穴、さらに恒久的使用に耐える石造りやドームなどで構築された近代的なアイスハウスまで様々な様式がある。いずれにしても伝統的土木技術によって建造あるいは設置されるものであり、冷蔵庫（機械式冷温貯蔵庫）が発明される以前は現在よりも一般的な冷温施設であった。
日本の「雪蔵」「雪室」は、酒の貯蔵によく用いられている。この他に生鮮食品を含む食品の保存のほか、氷雪そのものが納涼や医療に活用されることも珍しくなかった。
氷室は英語ではアイスハウスとよばれ、イギリス（イングランドやスコットランド）、アメリカ合衆国、イタリア、ペルシアなどにも存在している。

## 日本の氷室
日本においても、春～秋に製氷する技術が無かった時代には、冬場にできた天然の氷を溶けないように保管する必要があった。正確な記録は残されていないが、洞窟や地面に掘った穴に茅葺などの小屋を建てて覆い、保冷したとされる。氷室の中は地下水の気化熱によって外気より冷涼であるため、涼しい山中などではこの方法で夏まで氷を保存することができる。このように天然のものを保管するしかない時代、夏場の氷は貴重品であり、長らく朝廷や将軍家など一部の権力者のものであった。
歴史的には『日本書紀』仁徳天皇62年条に額田大中彦皇子（ぬかたのおおなかつひこのみこ）が闘鶏（つげ：現在の奈良県天理市福住町）へ狩りに出掛けたとき、光るものを発見したとの記述が最初の登場とされる。奈良時代の長屋王宅跡から発掘された木簡には「都祁氷室（つげのひむろ）」と書かれたものも見つかっている。
『日本書紀』の孝徳天皇紀に氷連（むらじ）という姓（かばね）が登場し、朝廷のために氷室を管理した職が存在したことがうかがえる。例えば、朝廷の要職を占めた家の一つ賀茂県主氏（主に賀茂神社の神官を輩出した、亦元豪族か。賀茂神社祭神は鴨家の氏神）の家系図には「氷連」「氷室」の記述が見られる。
律令制においては氷室、製氷職は、宮内省主水司に属した。その後も氷室とそれを管理する職は各時代において存在し、明治時代になって消滅した。
北陸地方をみるに、江戸時代から毎年6月1日（旧暦）に合わせて加賀藩から将軍家へ氷室の氷を献上する慣わしがあったが、明治時代になると、天然氷が一般に販売されるようになり、大正時代にかけ、冷蔵用の需要が増加したため、北陸各地に新たな雪室が作られるようになった。他方で、明治30年代から機械氷が天然氷を代替するようになり、冷凍施設なども製造されるようになったため、昭和初期には、徐々に雪室は廃止されていった。そして、戦後の食品衛生法による規制強化、昭和30年代からの電気冷蔵庫の普及によって、昭和37年ころには、ほぼ完全に雪室は消滅した。
氷室を題材・題名とした能の演目がある。脇能物の荒神物のひとつ。

### 延喜式の記載
平安時代中期成立の『延喜式』には、次の10ヶ所の氷室が記載されている。いずれも宮内省主水司の所管であった。
- 大和国山辺郡 都介氷室（闘鶏・都祁<つげ>） （奈良県天理市福住町）
『日本書紀』仁徳天皇62年条の「闘鶏氷室」に同じ。
- 山城国葛野郡 徳岡氷室 （京都府京都市右京区御室）
- 山城国愛宕郡 小野氷室 （京都府京都市左京区上高野氷室山）
- 山城国愛宕郡 栗栖野氷室（くるすの） （京都府京都市北区西賀茂氷室町） → 氷室 (京都市北区西賀茂)
- 山城国愛宕郡 土坂氷室（長坂） （京都府京都市北区西賀茂西氷室町） → 氷室 (京都市北区西賀茂)
- 山城国愛宕郡 賢木原氷室 （京都府京都市西京区の樫原地域）
- 山城国愛宕郡 石前氷室（いわさき） （京都府京都市北区衣笠氷室町）
- 河内国讃良郡 讃良氷室 （大阪府四條畷市南野の室池）
- 近江国志賀郡 部花氷室（竜花） （滋賀県大津市上竜華町・下竜華町）
- 丹後国桑田郡 池辺氷室 （京都府南丹市八木町神吉） → 幡日佐神社

なお、後の天長8年（831年）8月、山城国・河内国にはそれぞれ氷室3宇が加え置かれた。

### 氷室の社
平城京では春日山に氷室が置かれ、宮中への献氷の勅祭を行った。平安京への遷都後に奈良にあった氷室を祀る形で設けられたのが、現在、奈良市春日野町にある氷室神社であり、氷室権現とも呼ばれる。

### 地名
氷室はそれが存在した場所に地名として名残をとどめている場合がある。京都府京都市北区西賀茂氷室町の「氷室町」や島根県出雲市斐川町神氷氷室の「氷室」は現存する地名であるし、氷室村や氷室町は全国各地に数多く存在する、あるいは存在した集落名である。
また、氷室山、氷室岳、氷室台、氷室川、氷室沢、氷室大滝（氷室の大滝）、氷室池、氷室別れ（交差点、辻の名）なども見られる。

### 伝統行事
1月の最終日曜日に氷室小屋に雪が詰められ（氷室の仕込み）、6月30日に雪を取り出し、これは「氷室開き」とよばれる。豪雪地帯である石川県金沢市とその周辺ではかつて各所に氷室があった。夏場の氷は庶民には貴重品であり、7月1日に氷を模したといわれる氷室饅頭を食べて健康を祈る風習が生まれ、現在も続いている。氷室開きは昭和30年代（およそ1955-1965年）に途絶えたが、1986年（昭和61年）に復活した。しかし近年は暖冬続きで雪不足に悩まされることが多いうえ、氷室小屋を保有する湯涌温泉の白雲楼ホテルが1998年（平成10年）に倒産したことから、行事の継続が一時危ぶまれた。破産管財人の許可により、白雲楼ホテルに近接する玉泉湖畔の氷室と氷室開きの行事は現在も続いており、氷は地元（石川県と金沢市）のほか加賀藩前田氏と縁がある東京都の板橋区、目黒区に贈呈されている。
熊本県八代市では5月31日から6月1日にかけて八代神社（妙見宮）で氷室祭が行われる。この祭の日を俗に「こおっづいたち」（氷朔日か）と呼び、雪の塊を模した雪餅（米粉を水で練り、蒸籠で蒸した餅菓子）を食べる慣わしである。
栃木県日光市にはかつて10軒程度の天然氷製氷業者があった。現在では3軒のみが残っており、四代目氷屋徳次郎（吉新氷室）、松月氷室、三ツ星氷室が氷室で天然氷を保蔵し販売している。

## 現代の氷室
この分野では室蘭工業大学の媚山政良特任教授による研究が著名であり、数々の実績がある。
北海道穂別町、沼田町などでは天然雪による冷熱を利用した大型倉庫が整備されており、穂別町では年間1500tの雪を運び込むという。米3万俵（1俵60kg）の他、ブロッコリー、ナガイモなどが常時5℃以下で保管される。野菜の場合、氷室で長期保管することにより甘みが増し、米は「雪瑞穂」というブランドとして評価が高い。
山形県舟形町にある農業実習体験館では駐車場斜面に貯雪庫(60t)を設け、送風機により施設の夏季冷房を実施、年間200時間の雪冷房を実現している。
北海道洞爺湖サミットの会場となった国際メディアセンターで7000tの自然雪を利用した大規模冷房の展示が行われた。冷房に必要な冷熱の全熱量の90%、雪解け水による効果が3%、合計93%の熱量がこの雪冷房によって供給された。その結果、一般の建物に比べ約34%の二酸化炭素排出削減につながった。
北海道美唄市では、雪氷熱利用によって、データセンターを冷却するホワイトデータセンター構想を始め、雪蔵を使った農産物の保存、マンションや宿泊施設の冷房などに利用されている。
このほか、福島県喜多方市山都町の玄ソバの熟成（詳細は山都そば#雪室熟成そばを参照）、新潟県上越市安塚区の「雪室コンビニ」（詳細はキューピットバレイを参照）など、各地で雪室の活用が行われている。